# McDonnell Douglas MD-12
McDonnell Douglas MD-12 "Superjumbo"  je bil McDonnell Douglas koncept dvonadstropnega reaktivnega potniškega letala. Sprva naj bi ga poganjali trije motorji, potem so se odločili za večjo štirimotorno verzijo primerljivo po velikosti z Boeing 747, MD-12 bi bil v celoti dvonadstropen podobno kot Airbus A380. MD-12 ni dobil naročil, zato so ga preklicali. Kasneje so študirali o večjem MD-XX, ki bi bil povečan MD-11. Potem je Boeing prevzel družbo in proizvodnjo MD-11 so predčasno ustavili po 200 letalih, ker je bil manj ekonomičen od Boeinga 777.

## MD-12
Novembra 1991 so McDonnell Douglas in Taiwan Aerospace Corporation podpisala pogodbo o sodelovanju pri novem letalu, vendar ni prišlo do izgradnje letala. Leta 1991 je MD hotel razviti vojaško in civilno verzijo trimotornega MD-12X, s tem bi zmanjšal stroške razvoja, ki naj bi bili okrog $4 milijard. MD je razvijal tudi vojaškega transporterja C-17, ki je bil tudi zelo drag.Potem se je razvoj usmeril v precej večjega štirimotornega MD-12. Dolžina naj bi bila 63,4 metre in razpon kril 64,9 metra. Trup je bil 7,39 metra širok in 8,51 metra visok. 

### MD-XX
Po koncu programa MD-12 je McDonnell Douglas začel študijo o 300-400 sedežnem MD-11Ponudili so dve verziji MD-XX Stretch s podaljšanim trupom in MD-XX LR z dolgim dosegom. Podaljšana verzija je imel 375 sedežev v trorazredni konfiguraciji, primerljivo z dvomotornim Boeingom 777-300 in -300ER.

## Tehnične specifikacije(MD-12 High Capacity)
- Posadka: 2
- Kapaciteta: 430 potnikov vtreh razredih, do 511 v "gosti" konfiguraciji
- Dolžina: 208 ft 0 in (63,40 m)
- Razpon kril: 213 ft 0 in (64,92 m)
- Višina: 74 ft 0 in (22,55 m)
- Površina kril: 5 846 ft² (543,1 m²)
- Prazna teža: 402 700 lb (187 650 kg)
- Maks. vzletna teža: 949 000 lb (430 500 kg)
- Motorji: 4 × General Electric CF6-80C2turbofan, 61,500 lbf (274 kN) vsak

- Maks. hitrost: Mach 0,85 (565 mph, 1 050 km/h)
- Dolet: 7 170 nmi (9 200 mi, 14 825 km)
- Obremenitev kril: 162,3 lb/ft² (792,7 kg/m²)